# Джо Агмад
Джо Агмад (англ. Joe Ahmad, 25 червня 1942) — британський хокеїст на траві. Грав за клуб Королівських ВПС. Учасник літніх Олімпійських ігор 1972 в Мюнхені, де його збірна посіла 6-те місце. Зіграв 6 матчів і забив 1 гол у ворота збірної Нідерландів.